# Lupus érythémateux d'origine médicamenteuse
 Mise en garde médicale
Le lupus érythémateux d'origine médicamenteuse est une maladie auto-immune provoquée par l'utilisation chronique de certains médicaments. Ces médicaments provoquent une réponse auto-immune (le corps attaque ses propres cellules) produisant des symptômes similaires à ceux du lupus érythémateux systémique (LES). Il existe 38 médicaments connus comme susceptibles de provoquer le lupus médicamenteux, mais la plupart des cas sont issus de trois d'entre eux : l'hydralazine, la procaïnamide et la quinidine. Bien que les critères de diagnostic du lupus médicamenteux n'aient pas été soigneusement établis, les symptômes de celui-ci se présentent généralement sous la forme de douleurs musculaires et de douleurs articulaires. Généralement, les symptômes disparaissent après l'arrêt du traitement.

## Symptômes
Les symptômes du lupus érythémateux d'origine médicamenteuse sont les suivants :[réf. nécessaire]
- Douleurs articulaires ( arthralgie ) et douleurs musculaires ( myalgie )
- Fatigue
- Sérite lupique — inflammation des tissus tapissant le cœur et les poumons.
- Anticorps anti-histones dans 95 % des cas chez ceux prenant de la procaïnamide, de l'hydralazine, de la chlorpromazine et de la quinidine ; cependant, ces anticorps ont été détectés dans une plus petite proportion chez les patients associés à d'autres médicaments, notamment la minocycline, le propylthiouracile et les statines.

Ces signes et symptômes ne sont pas des effets secondaires directs des médicaments qui surviendraient lors d’une utilisation à court terme. Le lupus médicamenteux se déclare lors d’une utilisation chronique et à long terme des médicaments répertoriés ci-dessous. Bien que ses symptômes soient similaires à ceux du lupus érythémateux systémique, ils ne sont généralement pas aussi graves à moins d'être ignorés, ce qui entraîne des symptômes plus sévères et, dans certains cas signalés, la mort[réf. nécessaire].

## Causes
Les procédés menant au lupus érythémateux d’origine médicamenteuse ne sont pas entièrement compris. En effet, les processus biologiques exacts qui se produisent sont inconnus, même 50 ans après sa découverte, mais de nombreuses études présentent des théories sur les mécanismes du lupus médicamenteux[réf. nécessaire].
Un facteur prédisposant au développement du lupus médicamenteux est la vitesse de N-acétylation, c'est-à-dire la vitesse à laquelle le corps peut métaboliser le médicament. Ceci est considérablement diminué chez les patients présentant un déficit génétique de l'enzyme N-acétyltransférase. Une étude a montré que 29 patients atteints de lupus érythémateux d'origine médicamenteuse sur 30 étaient des acétyleurs lents. De plus, ces patients avaient plus de métabolites d’hydralazine dans leur urine que les acétyleurs rapides. Ces métabolites (sous-produits des interactions entre le médicament et l'organisme) de l'hydralazine auraient été créés lors de l'activation des globules blancs, ce qui signifie qu'ils sont stimulés pour produire une explosion respiratoire. L'explosion oxydative des globules blancs induit une production accrue de radicaux libres et d'oxydants comme le peroxyde d'hydrogène. Il a été constaté que ces oxydants réagissent avec l’hydralazine pour produire une espèce réactive capable de se lier aux protéines. Les monocytes, un type de globules blancs, détectent l'antigène et transmettent la reconnaissance aux lymphocytes T auxiliaires, créant ainsi des anticorps antinucléaires conduisant à une réponse immunitaire. D'autres études sur les interactions entre les oxydants et l'hydralazine sont nécessaires pour comprendre les processus impliqués dans le lupus médicamenteux[réf. nécessaire].
Parmi les médicaments réputés à l'origine du lupus médicamenteux, l’hydralazine s’est révélée être responsable d’une incidence plus élevée. L'hydralazine est un médicament utilisé pour traiter l'hypertension artérielle. Environ 5 % des patients ayant pris de l'hydralazine sur de longues périodes et à des doses élevées ont présenté des symptômes similaires à ceux du lupus médicamenteux. De nombreux autres médicaments présentent un risque faible à très faible de développer ce lupus. Le tableau suivant montre le risque de développement de lupus médicamenteux de certains de ces médicaments sur une échelle allant d'élevé à très faible.
- Risque élevé :
  - Procaïnamide ( antiarythmique )
  - Hydralazine ( antihypertenseur )
- Risque modéré :
  - Quinidine ( antiarythmique )
- Risque faible à très faible :
  - Infliximab anti ( TNF-α )
  - Étanercept anti ( TNF-α )
  - Isoniazide ( antibiotique )
  - Minocycline ( antibiotique )
  - Pyrazinamide ( antibiotique )
  - D-pénicillamine ( anti-inflammatoire )
  - Carbamazépine ( antiépileptique )
  - Oxcarbazépine ( antiépileptique )
  - Phénytoïne ( antiépileptique )
  - Propafénone ( antiarythmique )
  - Chlorpromazine ( neuroleptique )
  - Minoxidil ( vasodilatateur antihypertenseur )

## Diagnostic
Les anticorps antinucléaires sont généralement positifs dans le lupus d'origine médicamenteuse. De même, les anticorps anti-histones peuvent l'être. Les anticorps anticytoplasme des polynucléaires neutrophiles (ANCA) peuvent également être positifs en association avec certains médicaments[réf. nécessaire].
Les anticorps anti-histones sont positifs chez jusqu'à 95 % des patients atteints de lupus érythémateux d'origine médicamenteuse. Les médicaments les plus couramment associés au lupus médicamenteux sont l'hydralazine, la procaïnamide, l'isoniazide, la méthyldopa, la chlorpromazine, la quinidine et la minocycline.

## Traitement
Il est important de reconnaître les symptômes semblables à ceux du lupus médicamenteux dès leur apparition et d’arrêter de les utiliser avec l'approbation de son médecin traitant. Les symptômes du lupus érythémateux d'origine médicamenteuse disparaissent généralement quelques jours ou semaines après l'arrêt du traitement. Les anti-inflammatoires non stéroïdiens (AINS) accélèrent le processus de guérison. Des corticoïdes peuvent être utilisés si des symptômes plus graves sont présents[réf. nécessaire].

## Voir également
- Anticorps anti-histones
- Lupus érythémateux
- Hydralazine
- Lupus érythémateux discoïde
- Liste des affections cutanées